# Бай Мудань
Бай Мудань (кит.: 白牡丹; піньїнь: bái mǔ dān; літ.: 'біла півонія') — листовий білий чай «нового стилю». Він проводиться з першого листочка чайної рослини. Чайну сировину підсушують в тіні і тільки після цього піддають термічній обробці, але його не смажать як багато інших чаї. Чай Бай Мудань виробляється на півночі провінції Фуцзянь у Китаї і складається з бруньки і першого листочка зібраних на початку весни. Чай «Біла півонія», як будь-який білий, готують вручну. Зібраний чайний флеш підвуджують, сушать, не допускаючи ферментації і цим забезпечують збереження всіх природних якостей продукту.
Чай недорогий, п'ється легко. Заварювати потрібно у воді не більше 70-75 °C, витримує кілька заварювань. Чайний настій виходить світлого відтінку, з солодким рослинним присмаком іноді трохи горіхового смаку. Цей рідкісний і водночас широко відомий чай часто використовують для проведення китайської чайної церемонії «гун-фу», коли п'ють його з маленьких чашок і заварюють кілька разів. Настоюють вперше менше ніж хвилину, збільшуючи час настоювання при наступних заварках. Настій цього чаю блідий, прозорий, дуже ароматний в першій заливці. Найсильніший смак, злегка терпкий і оксамитовий, відчувається у другій і третій зливках.
Бай Мудань, на думку китайських фахівців, ідеально прибирає надлишковий жар, регулює емоційний стан, одночасно тонізує і розслабляє, створюючи відчуття приємного комфорту і спокою. Ідеально підходить для чаювання в теплу і жарку пору року.